# Madeleine Péloquin
Madeleine Péloquin est une actrice québécoise.

## Biographie
Après sa formation à l’École nationale de théâtre du Canada en 2002, elle s'inscrit en management à HEC Montréal. Propriétaire d'une compagnie de production théâtrale, elle voulait acquérir une formation dans le domaine.
Elle est aussi chargée de cours à HEC Montréal. « Je leur apprends surtout à être à l’aise devant le public. C’est important pour la confiance en soi. »

## Vie privée
Elle est mère de deux filles et son compagnon de vie, Jean-Francois Nadeau, est aussi acteur.
Ceinture marron de karaté, elle pratique également l'escalade et le parachutisme. Elle a suivi des cours de chant et de piano.

## Filmographie

### Cinéma
- 2007 : Continental, un film sans fusil de Stéphane Lafleur : la caissière de la pharmacie
- 2007 : L'amour m… ou autres adjectifs (court métrage) de Nine Petsilas : Sophie[5]
- 2008 : Avant-goût de printemps (court métrage) de Jean-François Nadeau : Roxanne
- 2011 : Pour l'amour de Dieu de Micheline Lanctôt : sœur Cécile
- 2011 : Gerry d'Alain DesRochers : Denise Boulet
- 2016 : Nitro Rush d'Alain DesRochers : Daphné[6]
- 2017 : Junior majeur d'Éric Tessier : Catherine Roberge
- 2023 : Vampire humaniste cherche suicidaire consentant de Ariane Louis-Seize

### Télévision
- 2003 : Chartrand et Simonne : Lysiane Gagnon
- 2005 : Casting... à l'école de la vie! : Vinny Fitzpatrick
- 2006-2010 : C.A. : Mado
- 2007 : Octobre 70 : Suzanne Lanctôt
- 2008 : Les Lavigueur, la vraie histoire : animatrice télé
- 2008-2009 : Stan et ses stars : Stefka
- 2008-2009 : Grande Fille : Maude
- 2010-2014 : Trauma : Martine Laliberté
- 2010-2013 : Rock et Rolland : Vinny
- 2013 : 30 vies : Patricia Fillion
- 2013 : La Galère : Marianne
- 2014-2018 : Au secours de Béatrice : Julie Lachapelle
- 2015 : Ces gars-là : Audrey Hétu
- 2015 : Pour Sarah : Sophie
- 2016 : Mirador : Patricia Desjardins
- depuis 2016 : Les Pays d'en haut : Angélique Pothier
- 2017 : Web Thérapie : Monique Morin
- 2017 : Béliveau : Élise Béliveau, jeune
- 2019 : Alerte Amber : Valérie Sénéchal
- 2021 : Une affaire criminelle (saison 1) : Josée Michaud

## Prix et mentions
- 2015 : Nomination Gémeaux, meilleure actrice de soutien - Comédie
- 2012 : Nomination Gala du cinéma québécois, meilleure actrice, pour son rôle de sœur Cécile dans Pour l'amour de Dieu
- 2011 : Récipiendaire du prix Valois, meilleure actrice, Festival du film francophone d'Angoulême